# Anghel Voivoda, Haskovo
Anghel Voivoda (în bulgară Ангел Войвода) este un sat în comuna Mineralni Bani, regiunea Haskovo,  Bulgaria. 

## Demografie
Componența etnică a satului Anghel Voivoda
     Turci (100%)
     Nicio identificare (0%)
     Altele (0%)
La recensământul din 2011, populația satului Anghel Voivoda era de 443 locuitori. Din punct de vedere etnic, majoritatea locuitorilor (100,0%) erau turci. Pentru 0,0% din locuitori nu este cunoscută apartenența etnică.